# 腕骨

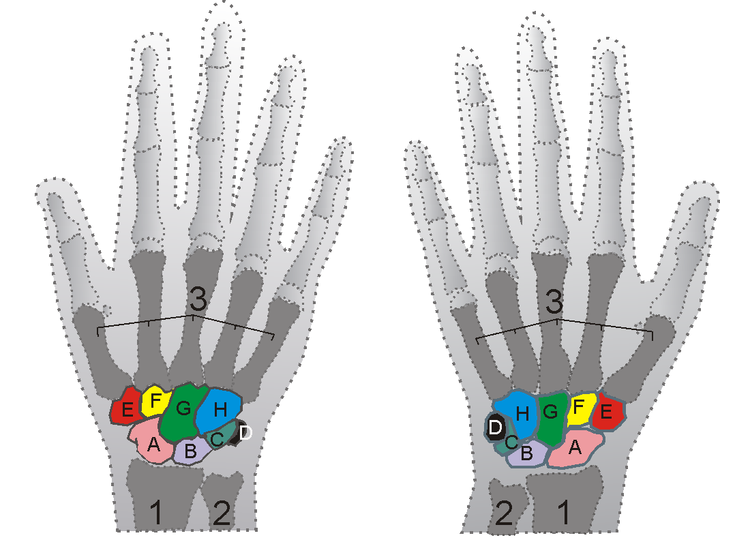

對具有四肢的動物來說，腕骨是指上肢的多塊小骨，以人類而言，腕骨位於橈骨、尺骨和掌骨之間，形成手腕的部分。對馬、牛等動物，形成前腿膝的部分。
人類的腕骨有8塊，接近前臂的四塊為手舟骨、月骨、三角骨、豌豆骨，接近掌骨的為大多角骨、小多角骨、頭狀骨、鉤骨，排列成兩排。現代鳥類和兩棲類、爬蟲類的腕骨數目較原始脊椎動物少，原始脊椎動物的腕骨有12塊。

## 外部連結
- 解剖學(Anatomy)-骨頭-掌骨與腕骨 （页面存档备份，存于）